# アステリックスとインディアン
『アステリックスとインディアン』（英: Asterix Conquers America、仏: Astérix et les Indiens、独: Asterix in Amerika）は、1994年のドイツのアニメーション映画。漫画『アステリックス』のアルバム（単行本）「アステリックスと大いなる十字路」を基にしている。

## キャスト
| 役名                 | 英語                                | フランス語                      | ドイツ語                            |
| -------------------- | ----------------------------------- | ------------------------------- | ----------------------------------- |
| ナレーター           | ジョン・ライ                        | ピエール・チェルニア            | ハラルド・ユンケ                    |
| アステリックス       | クレイグ・チャールズ                | ロジャー・カレル                | ピア・アウグスティンスキー          |
| オベリックス         | ハワード・リュー・ルイス            | ピエール・トルネード            | オットフリード・フィッシャー        |
| パノラミックス       | ジェフリー・ベイルドン              | アンリ・ラブシエール            | ラルフ・ウォルター                  |
| ジュリアス・シーザー | ヘンリー・マックギー                | ロバート・パーティー            | トーマス・ライナー (クレジットなし) |
| ルクルス             | クリストファー・ビギンズ            | ジャン＝リュック・ガルミシュ    | マイケル・ハベック                  |
| 魔法使い             | ルパート・ドガ (クレジットなし)     | ルパート・ドガ (クレジットなし) | トミー・パイパー                    |
| カコフォニックス     | リック・メイヨール (クレジットなし) | ミシェル・トゥゴ＝ドリス        | ヨッヘン・ブッセ                    |
| アブララクシクス     | ジム・カーター (クレジットなし)     | フランソワ・シェイクス          | ユルゲン・シェラー                  |